# أوقفوا فوضى المناخ
أوقفوا فوضى المناخ هو تحالف معني بتغيّر المناخ، يتكوّن من منظمات غير حكومية بيئية وتنموية دولية. تشكّل هذا التحالف في سبتمبر 2005. أدار التحالف حملة "I Count" في 2006-2007 ونظم حملة "The Wave" التي ركّزت على التأثيرات المناخية لإنتاج الطاقة وذلك في 5 ديسمبر 2009، في الفترة التي سبقت محادثات الأمم المتحدة في كوبنهاغن.
يشجع التحالف الأفراد على الضغط على حكومة المملكة المتحدة للحصول على سياسات إيجابية بشأن تغير المناخ. من 2005 إلى 2010 كان مدير الائتلاف أشوك سينها. كما ترتبط به أمانة اسكتلندية تعرف باسم «أوقفوا فوضى المناخ في اسكتلندا».

## حملة «أنا أُحتَسب»
تهدف حملة "I Count" للتأكد من أن قادة العالم يتّخذون الإجراءات بشأت زيادة انبعاثات غازات الدفيئة العالمية، من أجل الحفاظ على متوسط زيادة درجة الحرارة العالمية إلى أقل من درجتين مئويتين (3.6 درجة فهرنهايت) وبالتالي تجنب العواقب الأكثر خطورة للاحتباس الحراري.
عام 2006، ركّزت الحملة على الفترة التي سبقت خطاب الملكة، وحثّت الحكومة على تقديم مشروع قانون بشأن تغير المناخ في الدورة البرلمانية القادمة، بما في ذلك تخفيض الانبعاثات (3٪ سنويًا و 50٪ بحلول عام 2050) ملزمة قانونًا، وميزانية الكربون السنوية.
جرت مظاهرة في لندن في 4 نوفمبر 2006 بشعار رالي تغيّر المناخ في لندن. وقد شارك به بين 20 ألف و 25 ألف شخص وتم توقيته ليتزامن مع إصدار تقرير ستيرن، الذي دعا الحكومة إلى اتخاذ إجراءات أكثر جدية لمنع الأضرار الناجمة عن تغير المناخ.
بدأ الحدث بمظاهرة أولية في ميدان غروسفينور خارج السفارة الأمريكية، حيث خاطب كل من جورج مونبيوت وكارولين لوكاس ونورمان بيكر الحشد. سار الرالي إلى ميدان ترافالغار، وانضموا إلى حشد تم تجميعه بالفعل. ثم ركزت الحملة بعد ذلك على محتويات مشروع قانون تغير المناخ وانتقدت المقترحات الأولية باعتبارها لا تأخذ في الاعتبار «عتبة خطر الاحتباس الحراري» المحدّد بدرجتين مئويّتين.

## حملة الطاقة
في نهاية عام 2008، مع نقاشات قانون تغير المناخ في البرلمان، حوّل التحالف اهتمامه إلى سياسة الطاقة. كانت مطالب الحملة الجديدة للحكومة تعزيز الاستثمار في مصادر الطاقة المتجددة وإلغاء الخطط المتعلّقة بسلسلة من محطات توليد الطاقة بالفحم بدءًا من كينغزنورث. من خلال إجرائين إلكترونيين على موقع الويب الخاص بهم، أرسلت آلاف رسائل البريد الإلكتروني إلى إد ميليباند، وجوردون براون وأعضاء البرلمان المحليين الذين يطالبون بإعادة التفكير بسياسة الطاقة.

## الموجة The Wave
في 5 ديسمبر 2009، اجتمع أشخاص من جميع مناحي الحياة في لندن وغلاسكو للاحتفال بمؤتمر الأمم المتحدة لتغير المناخ لعام 2009 الذي انعقد في كوبنهاغن. كان الهدف هو حشد الحكومة البريطانية وأعضاء الأحزاب الأخرى في المملكة المتحدة من أجل «الإقلاع عن استخدام الفحم القذر» و «حماية الفقراء» و «العمل بشكل عادل وسريع» لتجنب أسوأ آثار محتملة لتغيّر المناخ. يتراوح عدد الحضور من 40.000 إلى 60.000 شخاً، ما يجعله أكبر عرض للتغير المناخي في العالم حتى الآن.